# Repubblica Democratica del Congo ai Giochi della XXXII Olimpiade
La Repubblica Democratica del Congo ha partecipato ai Giochi della XXXII Olimpiade, che si sono svolti a Tokyo, Giappone, dal 23 luglio all'8 agosto 2021 (inizialmente previsti dal 24 luglio al 9 agosto 2020 ma posticipati per la pandemia di COVID-19) con sette atleti, tre uomini e quattro donne.
Si è trattato dell'undicesima partecipazione di questo paese ai Giochi estivi, di cui quattro come Zaire.

## Delegazione
| Sport            | Uomini | Donne | Totale |
| ---------------- | ------ | ----- | ------ |
| Atletica leggera | 1      | -     | 1      |
| Judo             | 2      | 2     | 4      |
| Pugilato         | -      | 1     | 1      |
| Taekwondo        | -      | 1     | 1      |
| Totale           | 3      | 4     | 7      |

## Risultati

### Atletica leggera
| Q | Qualificato al turno successivo per la posizione in qualificazione                                                           |
| q | Qualificato per il turno successivo per ripescaggio o, negli eventi su campo, conquistando la misura minima per qualificarsi |

Maschile
Eventi su pista e strada
| Atleta        | Evento      | Batterie preliminari | Batterie preliminari | Batteria  | Batteria  | Semifinale      | Semifinale      | Finale          | Finale          |
| Atleta        | Evento      | Risultato            | Posizione            | Risultato | Posizione | Risultato       | Posizione       | Risultato       | Posizione       |
| ------------- | ----------- | -------------------- | -------------------- | --------- | --------- | --------------- | --------------- | --------------- | --------------- |
| Oliver Mwimba | 100 m piani | 10"63                | 3º Q                 | 10"97     | 9º        | non qualificata | non qualificata | non qualificata | non qualificata |

### Judo
| Atleta        | Evento          | 16-esimi                        | Ottavi               | Quarti               | Semifinali           | Ripescaggio          | Med. bronzo          | Finale               | Posizione       |
| Atleta        | Evento          | Avversario Risultato            | Avversario Risultato | Avversario Risultato | Avversario Risultato | Avversario Risultato | Avversario Risultato | Avversario Risultato | Posizione       |
| ------------- | --------------- | ------------------------------- | -------------------- | -------------------- | -------------------- | -------------------- | -------------------- | -------------------- | --------------- |
| Marie Branser | 78 kg femminile | A. Babintseva (ROC) P (001-010) | non qualificato      | non qualificato      | non qualificato      | non qualificato      | non qualificato      | non qualificato      | non qualificato |

### Pugilato
| Atleta                 | Evento                 | Sedicesimi                 | Ottavi di finale          | Quarti di finale     | Semifinali           | Finale               | Pos.            |
| Atleta                 | Evento                 | Avversario Risultato       | Avversario Risultato      | Avversario Risultato | Avversario Risultato | Avversario Risultato | Pos.            |
| ---------------------- | ---------------------- | -------------------------- | ------------------------- | -------------------- | -------------------- | -------------------- | --------------- |
| Fiston Mbaya Mulumba   | Pesi leggeri maschile  | D. Narimatsu (JPN) P (0-5) | non qualificato           | non qualificato      | non qualificato      | non qualificato      | non qualificato |
| David Tshama           | Pesi medi maschile     | W. Ntsengue (CMR) V (3-2)  | D. Valsaint (HAI) P (1-4) | non qualificato      | non qualificato      | non qualificato      | non qualificato |
| Marcelat Sakobi Matshu | Pesi piuma femminile   | N. Petecio (PHI) P (0-5)   | non qualificata           | non qualificata      | non qualificata      | non qualificata      | non qualificata |
| Naomie Yumba           | Pesi leggeri femminile | Bye                        | R. Kodirova (UZB) P (0-5) | non qualificata      | non qualificata      | non qualificata      | non qualificata |

### Taekwondo
| Atleta        | Evento           | Ottavi               | Quarti               | Semifinale           | Ripescaggio Turno 1  | Ripescaggio Turno 2  | Finale               | Classifica      |                 |
| Atleta        | Evento           | Avversario Risultato | Avversario Risultato | Avversario Risultato | Avversario Risultato | Avversario Risultato | Avversario Risultato | Classifica      |                 |
| ------------- | ---------------- | -------------------- | -------------------- | -------------------- | -------------------- | -------------------- | -------------------- | --------------- | --------------- |
| Naomie Katoka | -57 kg femminile | R. Gbagbi (CIV) P SQ | non qualificata      | non qualificata      | non qualificata      | non qualificata      | non qualificata      | non qualificata | non qualificata |